# Michele Savoia
Michele Savoia (Monopoli, 6 settembre 1989) è un attore e regista italiano.

## Biografia
Michele Savoia si è formato presso l'Eutheca - European Union Academy Of Theatre And Cinema dove ha conseguito il diploma triennale e dove ha sostenuto anche gli esami della London Academy of Music and Dramatic Art (LAMDA). Ha studiato canto con Francesco Lori, Lena Biolcati e Angela Bucci; danza classica, moderna, tip tap e acrobatica con Tonia Santoro, Elisabeth Bolognini, Lawrence Patrice e Andrea Favero. Dopo gli studi teatrali e l’interpretazione di importanti ruoli nel teatro di prosa, musical e nel cinema, raggiunge la popolarità nel 2020 interpretando il personaggio di Pongo, un omone dal cuore tenero, co-protagonista del film Me contro Te - Il film: La vendetta del Signor S, ruolo che mantiene anche nei film Me contro Te - Il film: Il mistero della scuola incantata (2021), Me contro Te - Il film: Persi Nel Tempo (2022), Me contro Te - Il film: Missione giungla (2023), Me contro Te - Il film: Vacanze in Transilvania (2023) e, infine, Me contro Te - Il film: Operazione spie (2024), tutti prodotti da Warner Bros. Entertainment Italia e Colorado Film.
Come attore nel teatro di prosa ha lavorato con attori e registi quali Enzo Iacchetti, Maurizio Casagrande, Rosalia Porcaro, Tosca, Pamela Villoresi, Claudia Koll, Giovanni De Feudis, Ornella Muti, Massimiliano Vado, Anna Mazzamauro, Giancarlo Commare, Amanda Sandrelli. Tra i lavori teatrali a cui ha preso parte: Le Bal. L'Italia balla dal 1940 al 2001 spettacolo di teatro danza per la regia di Giancarlo Fares, Divina di Jean Robert-Charrierper la regia di Livio Galassi al fianco di Anna Mazzamauro (2017), Amleto (regia Clarizio Di Ciaula) nel 2018 al Calatafimi Segesta Festival Dionisiache nel teatro antico di Segesta, la tournée internazionale con Ornella Muti di The court over the witch (regia di Enrico Maria Lamanna) e Feroci (2021) di Tobia Rossi al Teatro Franco Parenti di Milano per la regia Gabriele Colferai, prodotto dalla Dogma Theatre Company.
Ha affiancato nella regia Enrico Maria Lamanna in produzioni nazionali con artisti come Tosca D’Aquino e Gea Martire (Il mio cuore nelle tue mani, 2012), Giorgia Wurth e Ludovico Fremont (Il vaticano cade, 2011) Francesco Venditti, Paola Minaccioni, Rosalinda Celentano, Lisa Gastoni, Selvaggia Quattrini, Antonella Attili, Lunetta Savino e Maurizio Donadoni (Un’impresa difficile, 2012)
Oltre a varie web series e videoclip, per il cinema ha recitato nel cortometraggio Dietro un grande uomo (D.U.G.U.) con Luca Argentero, Giorgia Wurth, Massimiliano Vado e Michela Andreozzi (che ne ha firmato anche la regia). Ha preso parte alle riprese del film Il professor Cenerentolo di Leonardo Pieraccioni, Nove lune e mezza di Michela Andreozzi con Lillo, Giorgio Pasotti, Stefano Fresi e Claudia Gerini.
Nel 2019 ha interpretato l'agente scelto Vito Liuzzi nel film commedia Brave ragazze diretto da Michela Andreozzi con Luca Argentero, Ambra Angiolini e Serena Rossi.
Nel 2022 ha un ruolo nella serie Più forti del destino, miniserie televisiva trasmessa su Canale 5 e nella seconda stagione di Unlockdown, sitcom per ragazzi prodotta da DeA Kids. Tra il 2022 e il 2023, nel ruolo di Pongo, è stato impegnato nel tour nazionale dei Me Contro Te che ha toccato tutti i principali palasport italiani. Nel 2023 è invece Carlo Chiti nel film Ferrari del regista statunitense Michael Mann, al fianco di Adam Driver, Penélope Cruz e Patrick Dempsey. È nella serie Rai 1 Il clandestino con Edoardo Leo e la regia di Rolando Ravello e alla terza stagione di Imma Tataranni - Sostituto procuratore diretta da Francesco Amato.
Nel musical è stato protagonista di Shrek(2022) prodotto da MatEntertainment. Ha interpretato Don in Kink Boots, con musica e testi di Cyndi Lauper, che ha debuttato al Teatro Nuovo di Milano nel novembre 2018 per poi proseguire in tour in tutta Italia fino a gennaio 2020; JoJo Balena in A Bronx Tale con la regia di Claudio Insegno per il Teatro Nuovo di Milano. Tra il 2021 e il 2022 è stato il Genio dell’Anello in Aladin con la regia di Maurizio Colombi e una drag queen in Tutti parlano di Jamie con la regia di Piero Di Blasio.

## Filmografia

### Attore

#### Cinema
- Il ladro regia di Enzo Aronica - cortometraggio (2012)
- Dietro un grande uomo (D.U.G.U.), regia di Michela Andreozzi - cortometraggio (2015)
- Il professor Cenerentolo, regia di Leonardo Pieraccioni (2015)
- Looking for Monica, regia di Aureliano Amadei (2016)
- Nove lune e mezza, regia di Michela Andreozzi (2017)
- Io sì, tu no, regia Sydney Sibilia - cortometraggio (2017)
- Brave ragazze, regia di Michela Andreozzi (2019)
- Me contro Te - Il film: La vendetta del Signor S, regia di Gianluca Leuzzi (2020)
- Me contro Te - Il film: Il mistero della scuola incantata, regia di Gianluca Leuzzi (2021)
- Me contro Te - Il film: Persi nel tempo, regia di Gianluca Leuzzi (2022)
- Me contro Te - Il film: Missione giungla, regia di Gianluca Leuzzi (2023)
- Me contro Te - Il film: Vacanze in Transilvania, regia di Gianluca Leuzzi (2023)
- Ferrari, regia di Michael Mann (2023)
- Me contro Te - Il film: Operazione spie, regia di Gianluca Leuzzi (2024)
- Me contro te - presenta: Cattivissimi a Natale, regia Claudio Norza (2024)

#### Televisione
- Più forti del destino, regia di Alexis Sweet (2022)
- Unlockdown - serie TV (2022)
- Imma Tataranni - Sostituto procuratore - serie TV, episodio 3x01 (2023)
- Il clandestino - serie TV (2024)
- Uno sbirro in Appennino - serie TV (2025)

## Teatro
- Via crucis, via lucis di Mimmo Muolo e Michele Palmitessa - regia: Giovanni De Feudis, con Claudia Koll (2005-2006)
- Eucaristia cuore della domenica (2005)
- Lisistrata, regia: Giuseppe Ciciriello (2006)
- Tutti pazzi per il musical, regia di Gino Landi (2008)
- West Side Jazz story, regia di Daniela Marazita (2008)
- West Side Jazz story, regia di Daniela Marazita (2008)
- Noi.. figli delle stelle - regia: Enrico Ottaviano e Daniela Marazita (2008-2012)
- Caterina di Heilbron, regia di Federica Tatulli (2010)
- Tango Musical Drama, regia di Enrico Ottaviano e Daniela Marazita (2011-2012)
- Aspettando Godot, regia di lan Sutton (2012)
- Anatol, regia di Federica Tatulli (2012)
- La corsia nº 6, regia di Claudio Spadola (2012)
- Il racconto d'inverno, regia di Federica Tatulli (2012)
- Radio Shame di Michele Savoia Savoia e Vincenzo Ciardo (2012)
- Aladin la magia del musical, regia di Gianni Donati (2012-2013)
- Racconti italiani (2012)
- Precari e contenti – sesso senza cuore, regia di Serena Dandini (2013)
- Recital, regia di Enrico Maria Lamanna (2013)
- All'ombra del conte, regia di Vito Di Leo e Maurizio Semeraro (2014)
- Come Erika e Omar - È tutto uno show, regia Enzo Iacchetti (2014-2015)
- Violence et reconciliation (2014)
- L'amico ritrovato, regia di Marco Grossi (2014-2016)
- Parking, regia di Riccardo Trucchi (2015)
- Bidelli, regia di Luigi Russo e Julie Ciccarelli (2016)
- Il miracolo di Marcellino, regia di Riccardo Trucchi (2016)
- Le Bal. L'Italia balla dal 1940 al 2001, regia di Giancarlo Fares (2016-2017)
- Divina, regia di Livio Galassi (2017-2018)
- Processo alla strega, regia: Enrico Maria Lamanna (2018)
- Amleto, regia Clarizio Di Ciaula (2018)
- Kinky boots, regia di Claudio Insegno (2019-2020)
- A Bronx tale, regia di Claudio Insegno (2019)
- La costruzione, regia di Mimmo Capozzi (2020)
- Feroci, regia di Gabriele Coferai (2021)
- Aladin il musical geniale, regia di Maurizio Colombi (2021-2022)
- Me contro Te – Il tour (2022-2023)
- Shrek, regia di Angelo Lucarella e Anna Lory Fullone (2022)
- Tutti parlano di Jamie, regia di Piero Di Blasio (2022)
- Terapia Integrale, regia di Michela Andreozzi (2024)

## Discografia
- Enciclopedia della musica tedesca (Musikstrasse - ICML)
- 2007 - Via crucis, via Lucis (Elledici)
- 2014 - Come Erika e Omar - È tutto uno show